# Lettre d'instruction de l'expéditeur
 (janvier 2018).
Si vous disposez d'ouvrages ou d'articles de référence ou si vous connaissez des sites web de qualité traitant du thème abordé ici, merci de compléter l'article en donnant les références utiles à sa vérifiabilité et en les liant à la section « Notes et références ».
La lettre d’instruction de l’expéditeur (SLI[pourquoi ?]) est un document qui fournit aux expéditeurs de fret aérien toutes les instructions et autorisations nécessaires pour préparer un connaissement international.